# 藤田康邦

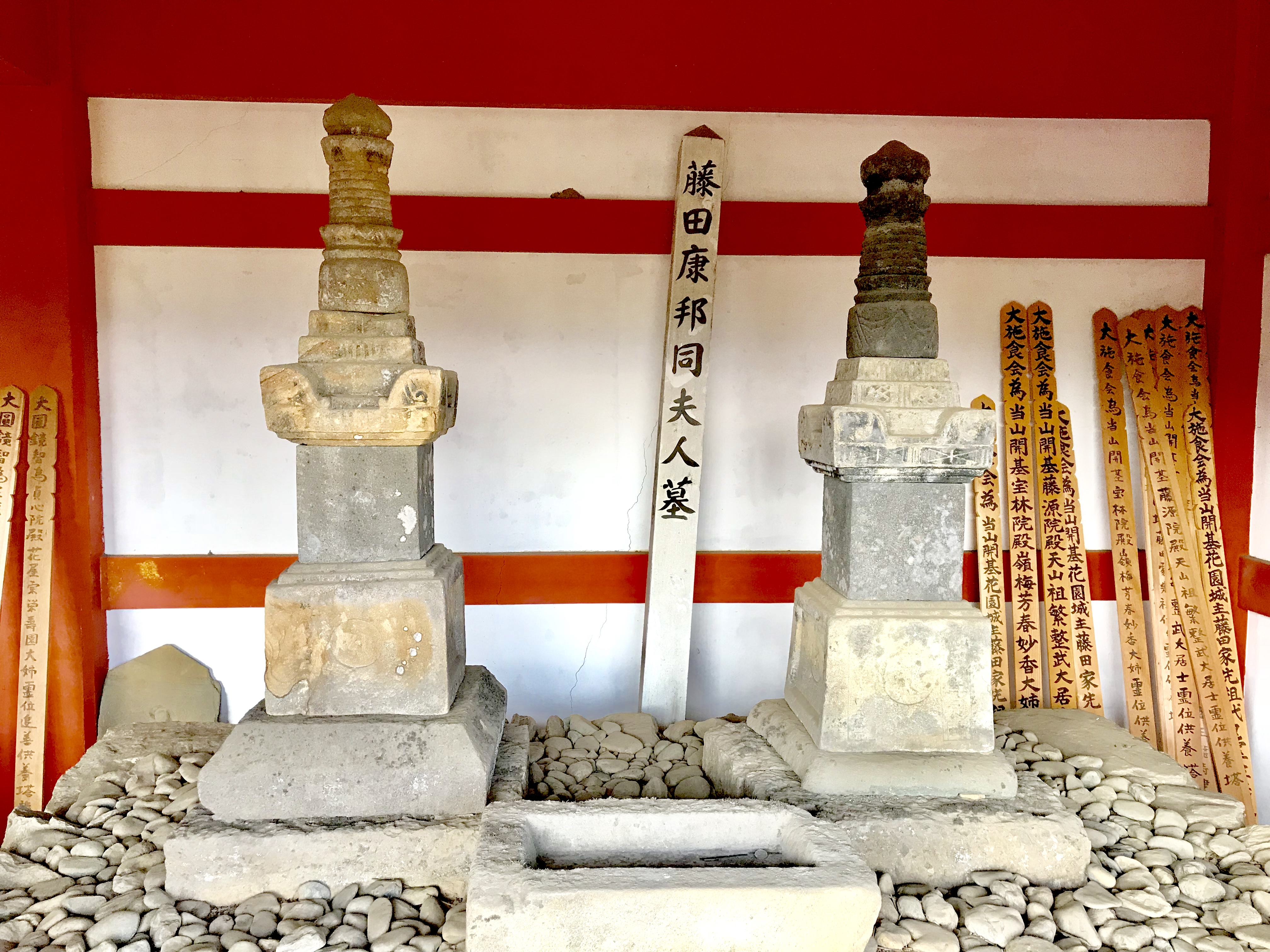
埼玉県大里郡寄居町の正龍寺建屋内にある藤田康邦同夫人墓

藤田 康邦（ふじた やすくに）は、戦国時代の武将。山内上杉家、後北条氏の家臣。

## 略歴
当初は山内上杉家に仕え、天神山城を守っていたが、天文15年（1546年）の河越城の戦いの後、北条氏康の攻撃を受けて降伏し、その家臣となった。このとき、氏康の四男・乙千代丸（氏邦）を幼少から養子として育て、娘の大福御前を娶らせて藤田氏の家督を譲っている。そして自らは用土城に居城を移し、用土氏を称した。名を重利から康邦に改めたのもこの頃とされる。
ただし、以上の事蹟については異説も多く存在し、生没年など康邦の実像は解明されていない部分も多い。
康邦の子には用土重連や藤田信吉がいたが、彼らは北条氏にとっては邪魔な存在であり、重連は沼田城代に任じられたものの氏邦に毒殺され、信吉は武田勝頼に寝返っている。